# Sougou Kakutougi: Astral Bout
Sougou Kakutougi: Astral Bout (総合格闘技 アストラルバウト) è un videogioco di tipo Picchiaduro versus multidirezionale sviluppato dalla A-Wave e pubblicato dalla King Records nel 1992.
È il primo gioco di una serie supportata dalla promozione nipponica di shootfighting e puroresu RINGS, poi divenuta organizzazione di MMA: trattasi infatti di uno dei primi concept che si ricordi di videogioco picchiaduro tecnicamente simile allo sport delle arti marziali miste ed uno dei primi a presentare delle fasi di lotta a terra e grappling, per quanto minimali; è inoltre un tentativo di portare il genere picchiaduro verso la simulazione anziché l'arcade puro al quale era da sempre abituato.
Il nome è probabilmente dovuto a quello dei primissimi eventi RINGS del 1991, tutti intitolati "Astral Step".
A differenza dei sequel in questo gioco non vi è un roster ispirato a quello della RINGS,  bensì una serie di atleti rappresentanti differenti arti marziali e sport da combattimento.

## Modalità di gioco
Il menù iniziale di Sougou Kakutougi: Astral Bout prevede la possibilità di iniziare un nuovo torneo in modalità singolo giocatore, effettuare un match di esibizione contro la CPU, avviare la modalità a due giocatori oppure accedere al pannello di configurazione ove è possibile selezionare la difficoltà e i controlli.
Il gioco è un classico picchiaduro a scorrimento multidirezionale con l'utilizzo di un pulsante per sferrare pugni ed afferrare l'avversario in clinch, uno per utilizzare i calci ed uno per parare colpi.
A seconda dello stile di combattimento del personaggio è possibile avere un set maggiore di tecniche nella parte di percussioni, di proiezioni dal clinch oppure di sottomissioni durante la parte di grappling.
Ogni giocatore è dotato di una barra di energia, una barra che rappresenta lo stato fisico in quel momento e se questa viene portata al massimo con alcune combinazioni fulminee di colpi il giocatore finirà knockdown, e seppur non evidenziate sono presenti un indicatore dei danni subiti al corpo, un indicatore per le braccia ed uno per le gambe.
È possibile vincere per KO tecnico o sottomissione vuotando del tutto la barra di energia dell'avversario oppure per KO se l'avversario non risponde alla conta fino al 10 dopo un knockdown; se si subisce un tentativo di sottomissione è possibile liberarsi dalla presa raggiungendo i bordi laterali del ring.

## Roster
I personaggi selezionabili sono in rappresentanza di differenti arti marziali o sport da combattimento.
- Sambo

Arte marziale russa basata su tecniche di grappling provenienti da lotta, judo e jūjutsu; il personaggio ha uno striking povero ma vanta efficaci tecniche di proiezione e sottomissione.
- Muay thai

Sport da combattimento thailandese che ha i suoi punti di forza nelle percussioni e nel clinch, in particolare grazie all'utilizzo di colpi con i gomiti e le ginocchia; il rappresentante di tale tecnica ha un gran set di colpi in piedi.
- Wrestling

Rappresentazione nipponica di un diffuso sport di intrattenimento derivato dal catch; il personaggio sembra ispirato esteticamente da Akira Maeda, fondatore della promozione RINGS, e vanta un buon numero di efficaci tecniche in ogni aspetto del combattimento.
- Karate

Antica arte marziale giapponese; lo stile è fortemente orientato sulla parte di striking.
- Judo

Arte marziale giapponese derivata dal jūjutsu; l'atleta che la rappresenta vanta ottime tecniche di proiezione e sottomissione.
- Pugilato

Antico sport da combattimento che prevede il solo utilizzo di tecniche di pugno; l'atleta ha ovviamente una gran varietà di colpi di pugno ed è forte anche nel clinch.
- Kung fu

Arti marziali di origine cinese; l'atleta prevede solamente tecniche di colpo che però sono tra le più devastanti del gioco, in quanto riesce velocemente a mettere knockdown l'avversario.
- Arti marziali

Termine che non definisce una tecnica in particolare, ma l'atleta sembra ispirato ai kickboxer del tempo, quindi con ottime abilità nello striking sia di pugno, sia di calcio.
- Lucha libre

Stile messicano di wrestling maggiormente improntato sulla velocità e la spettacolarità di tecniche fortemente acrobatiche; il lottatore in questione ha un set di mosse vasto e completo.

## La serie
1. Sougou Kakutougi: Astral Bout (1992)
2. Sougou Kakutougi: Astral Bout 2 - The Total Fighters (1994)
3. Sougou Kakutougi Rings: Astral Bout 3 (1995)